# Monoplaza

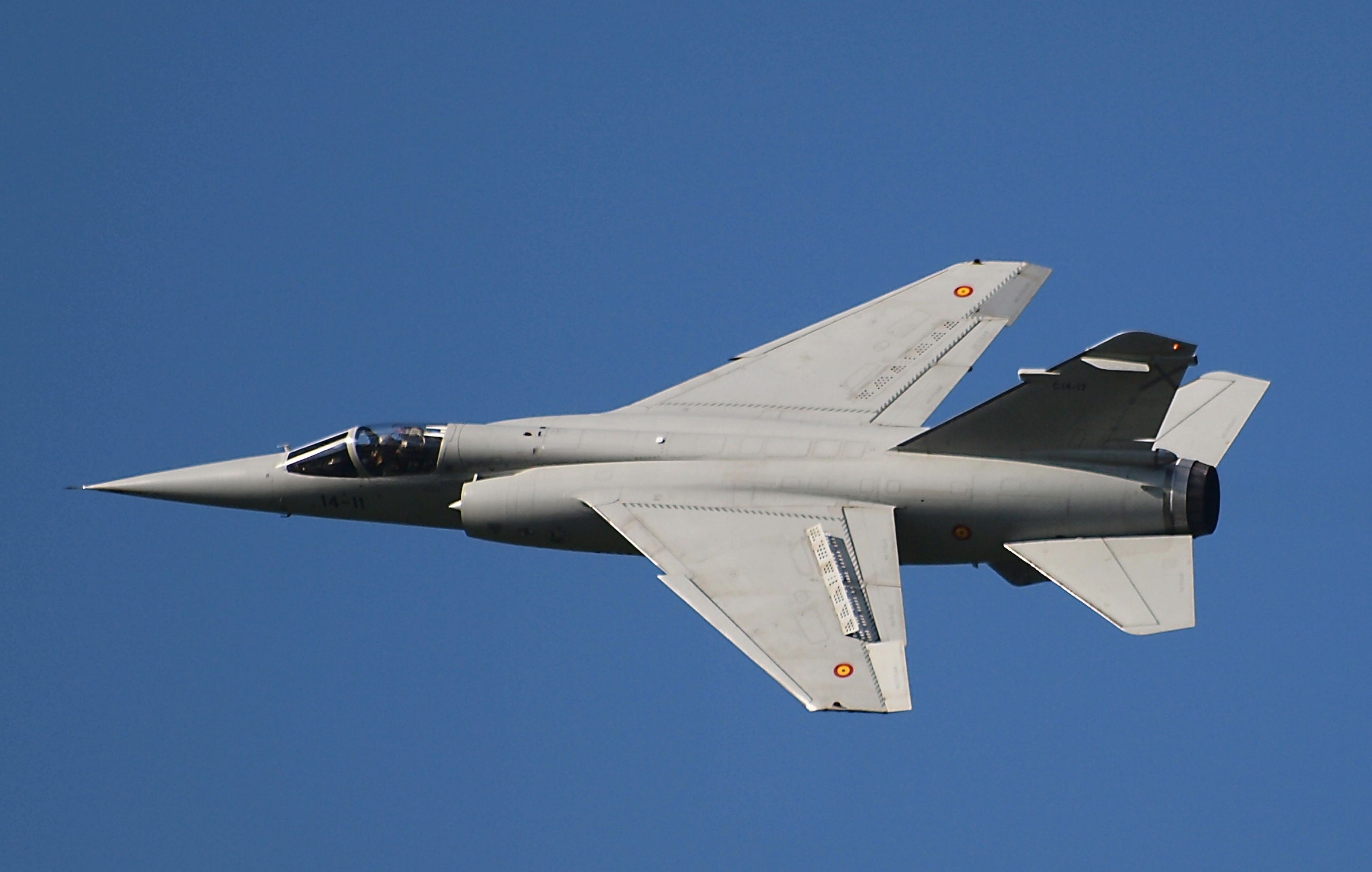
Ejemplo de avión monoplaza: un caza Mirage F1M del Ejército del Aire de España durante una exhibición en Kecskemét (Hungría) en 2010.

Un monoplaza es un vehículo que dispone de una única plaza. Los vehículos monoplaza suelen estar dirigidos, conducidos o pilotados por su ocupante, como es el caso de las motocicletas monoplaza o de los automóviles monoplaza de carreras, pero existen vehículos monoplaza ocupados por un tripulante aunque no dirigidos por él, como es el caso de los lanzadores que envían cápsulas espaciales ocupadas por un único tripulante, pero que no están ni pilotadas ni dirigidas por este último (tal fue el caso de la cápsula espacial monoplaza de Yuri Gagarin, en 1961).[cita requerida]

## En aviación
En la aviación civil existen algunos modelos de avión monoplaza, destinados a toda clase de tareas (aviación de recreo a bordo de ultraligeros, fumigación de cosechas, transporte de mercancías o de correo en zonas difícilmente accesibles, etc.). En la aviación militar las formas más habituales de avión monoplaza son la del avión de reconocimiento y la del avión de caza.[cita requerida]

## En competición de automóviles
Los automóviles de carreras suelen ser de una única plaza y están diseñados especialmente para competiciones de automovilismo (en particular de automovilismo de velocidad). El habitáculo está diseñado lo menos ancho posible para reducir la superficie frontal y mejorar la aerodinámica. Actualmente, los monoplazas más potentes suelen utilizar alerones que empujan al automóvil contra el suelo, aumentando la adherencia de los neumáticos.[cita requerida]
Debido a su bajo peso y excelente aerodinámica, los monoplazas son los automóviles de carreras más rápidos tanto en recta como en curva. Esto también los hace difíciles de maniobrar, porque las reacciones ante frenadas, aceleraciones y virajes son más fuertes.[cita requerida]
Algunos sport prototipos son esencialmente monoplazas carrozados. Un ejemplo son los CanAm de la segunda era, que derivaban de la Fórmula 5000 Estadounidense.
| Monoplaza de Fórmula 1 de 2022. |  | Monoplaza de IndyCar Series de 2022. |
| ------------------------------- |  | ------------------------------------ |
|                                 |  |                                      |